# جيان زيمر
جيان زيمر (بالألمانية: Jean Zimmer) (6 ديسمبر 1993 باد دوركهايم ألمانيا - ) هو لاعب كرة قدم ألماني.

## وصلات خارجية
جيان زيمر على موقع قاعدة بيانات كرة القدم.إي يو (الإنجليزية)
- جيان زيمر على موقع بيانات كرة القدم. دي إي (الألمانية)
- جيان زيمر على موقع Soccerway.com (الإنجليزية)
- جيان زيمر على موقع عالم كرة القدم.نت (الإنجليزية)